# ويليام ألان أولدفيلد
ويليام ألان أولدفيلد (بالإنجليزية: William Allan Oldfield) هو محامي وسياسي أمريكي، ولد في 4 فبراير 1874 في الولايات المتحدة، وتوفي في 19 نوفمبر 1928. حزبياً، نشط في الحزب الديمقراطي. وقد انتخب عضو مجلس النواب الأمريكي.